# Muscimolo
Il muscimolo è un alcaloide isossazolico presente nell'Amanita muscaria e nell'A. pantherina e insieme all'acido ibotenico è il principale responsabile degli effetti psicoattivi di tali funghi. È ritenuto circa cinque volte più attivo dell'acido ibotenico, di cui è la forma decarbossilata. Assunto per via orale, infatti, il muscimolo è attivo a 10-15 mg.

## Effetti
Provoca scoppi d'ira, stato di ilarità e allucinazioni seguite da stato di torpore, spossatezza. È un agonista selettivo del recettore GABA-A.

## Sintesi
Il muscimolo si può sintetizzare per decarbossilazione dell'acido ibotenico:
{\displaystyle {\ce {C5H6N2O4 -> C4H6N2O2 + CO2}}}

## Utilità farmacologica
Il muscimolo è attualmente in sperimentazione per la cura della malattia di Parkinson. In studi su primati affetti da Parkinson l'infusione di muscimolo nel nucleo subtalamico e nel pallido interno ha prodotto miglioramento della bradicinesia.
Analoghe infusioni fatte su pazienti parkinsoniani durante la stimolazione cerebrale hanno prodotto miglioramenti clinici.